# Ussèu
Ussel-d'Allier és un municipi francès, situat al departament de l'Alier i a la regió d'Alvèrnia-Roine-Alps. L'any 2007 tenia 150 habitants.

## Demografia

### Població
El 2007 la població de fet d'Ussel-d'Allier era de 150 persones. Hi havia 80 famílies de les quals 28 eren unipersonals (12 homes vivint sols i 16 dones vivint soles), 44 parelles sense fills i 8 parelles amb fills.
La població ha evolucionat segons el següent gràfic:
Habitants censats

### Habitatges
El 2007 hi havia 124 habitatges, 79 eren l'habitatge principal de la família, 37 eren segones residències i 8 estaven desocupats. 123 eren cases i 1 era un apartament. Dels 79 habitatges principals, 68 estaven ocupats pels seus propietaris, 8 estaven llogats i ocupats pels llogaters i 3 estaven cedits a títol gratuït; 13 tenien tres cambres, 29 en tenien quatre i 37 en tenien cinc o més. 51 habitatges disposaven pel capbaix d'una plaça de pàrquing. A 43 habitatges hi havia un automòbil i a 31 n'hi havia dos o més.

### Piràmide de població
La piràmide de població per edats i sexe el 2009 era:
| Homes | Edats   | Dones |
| ----- | ------- | ----- |
| 0     | 95 o +  | 4     |
| 0     | 90 a 94 | 0     |
| 0     | 85 a 89 | 0     |
| 4     | 80 a 84 | 0     |
| 4     | 75 a 79 | 0     |
| 12    | 70 a 74 | 12    |
| 4     | 65 a 69 | 8     |
| 4     | 60 a 64 | 8     |
| 4     | 55 a 59 | 0     |
| 4     | 50 a 54 | 4     |
| 20    | 45 a 49 | 4     |
| 4     | 40 a 44 | 12    |
| 4     | 35 a 39 | 0     |
| 0     | 30 a 34 | 4     |
| 0     | 25 a 29 | 4     |
| 4     | 20 a 24 | 0     |
| 12    | 15 a 19 | 0     |
| 4     | 10 a 14 | 4     |
| 0     | 5 a 9   | 4     |
| 4     | 0 a 4   | 0     |

## Economia
El 2007 la població en edat de treballar era de 90 persones, 64 eren actives i 26 eren inactives. De les 64 persones actives 60 estaven ocupades (31 homes i 29 dones) i 4 estaven aturades (2 homes i 2 dones). De les 26 persones inactives 15 estaven jubilades, 5 estaven estudiant i 6 estaven classificades com a «altres inactius».

### Ingressos
El 2009 a Ussel-d'Allier hi havia 79 unitats fiscals que integraven 158 persones, la mediana anual d'ingressos fiscals per persona era de 19.121,5 €.

### Activitats econòmiques
Dels 3 establiments que hi havia el 2007, 2 eren d'empreses de construcció i 1 d'una empresa de comerç i reparació d'automòbils.
Dels 2 establiments de servei als particulars que hi havia el 2009, 1 era un guixaire pintor i 1 fusteria.
L'any 2000 a Ussel-d'Allier hi havia 12 explotacions agrícoles que ocupaven un total de 728 hectàrees.

## Poblacions més properes
El següent diagrama mostra les poblacions més properes.